# Do mineur

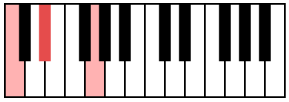
L'accord parfait de Do mineur se compose des notes suivantes : Do, Mi, Sol.

La tonalité de do mineur ou Ut mineur se développe en partant de la note tonique Do. Elle est appelée C minor en anglais et C-Moll dans l’Europe centrale.
L'armure coïncide avec celle de la tonalité relative Mi bémol majeur.

## Modes

### mineur naturel
L’échelle de do mineur naturel est : do, ré, mi, fa, sol, la, si, do.
- tonique : do
- médiante : mi
- dominante : sol

Altérations : si, mi, la.

### mineur harmonique
L’échelle de do mineur harmonique est : do, ré, mi, fa, sol, la, si, do.
- tonique : do
- médiante : mi
- dominante : sol
- sensible : si

Altérations :  si, mi, la et si (accidentel).

### mineur mélodique
L’échelle de do mineur mélodique est :
- gamme ascendante : do, ré, mi, fa, sol, la, si, do.
- gamme descendante : do, si, la, sol, fa, mi, ré, do.

## Compositions célèbres en do mineur
- Passacaille et fugue en do mineur de Bach (1713)
- Adagio et fugue en ut mineur de Mozart (1782)
- Messe en ut mineur de Mozart (1793)
- Sonate pour piano no 8 « Pathétique » de Beethoven (1799)
- Concerto pour piano no 3 de Beethoven (1802)
- Symphonie no 5 de Beethoven (1808)
- Sonate pour piano no 32 de Beethoven (1822)
- Sonate pour piano no 1 de Chopin (1828)
- Étude op. 10, no 12, « La révolutionnaire » de Chopin (1831)
- Symphonie no 1 de Dvořák (1865)
- Symphonie no 2 de Tchaïkovski (1872)
- Symphonie no 1 de Brahms (1876)
- Zigeunerweisen de Pablo de Sarasate (1878)
- Symphonie no 2 de Mahler (1894)
- Concerto pour piano no 2 de Rachmaninov (1901)